# Ça aussi c'est Paris (film, 1930)
Pour les articles homonymes, voir Ça aussi c'est Paris (homonymie).
Pour plus de détails, voir Fiche technique et Distribution.
Ça aussi c'est Paris est un film français réalisé en 1929 par Antoine Mourre et sorti en 1930.

## Fiche technique
- Titre : Ça aussi c'est Paris
- Réalisation : Antoine Mourre
- Scénario : Antoine Mourre
- Pays d'origine :  France
- Production : Apollon Film
- Genre : Comédie
- Durée : 55 minutes
- Date de sortie : 
  - France : 4 avril 1930

## Distribution
- Henry Roussel
- Louise Lagrange
- Maurice de Féraudy
- Pierre Fresnay
- Jeanne Marie-Laurent